# Travis Kalanick
Travis Kalnick, född 6 augusti 1976 i Los Angeles, är en amerikansk entreprenör som är mest känd för att ha grundat företaget Uber. Under 2014 kom han med på Forbes lista över världens rikaste människor med en beräknad nettoförmögenhet på  6 miljarder dollar.

## Biografi
Kalanick föddes 6 augusti 1976 i Los Angeles. Han gick ut från Granada Hills High School och började därefter att studera datateknik vid University of California.
Under året 1998 hoppade Kalanick av studierna vid Universitet och startade företaget Scour.com med sex kompisar från skolan. Det som till en början startade som en webbsökmotor förvandlades snabbt till ett filsystem för att utbyta filer (peer-to-peer) och de hade snart över 250 000 användare som bytte filmer och musik. Trots framgångarna ledde det till att mer än 30 medieföretag stämde Scour för upphovsrättsintrång. År 2001 grundade Kalnick istället ett nytt företag, Red Swoosh med några av ingenjörerna från Scour. Red Swoosh utvecklade programvara som effektiviserade sättet musik och video flyttades runt på Internet. Vanligtvis när du besöker en webbsida, levereras informationen från en central server. Istället uppdaterade Red Swoosh mjukvara kontinuerligt en katalog som listade vilka filer som fanns tillgängliga på vilka servrar, vilket gav snabbare överföring. Systemet sparade också stora pengar i serverinfrastruktur.
2009 grundade Kalanick företaget Uber